# Открытый паевой инвестиционный фонд
Открытый паевой инвестиционный фонд — это фонд, правилами которого предусмотрено несение управляющей компанией обязательств выкупать выпущенные ею паи по требованию инвестора в любой рабочий день, установленный правилами открытого паевого инвестиционного фонда.

## Описание
Законодательством предусмотрено функционирование открытых, закрытых и интервальных паевых инвестиционных фондов.
Инвестор открытого паевого инвестиционного фонда может в любой рабочий день продать или купить свой пай. Открытые паевые инвестиционные фонды обеспечивают высокую ликвидность вложений для инвесторов. Если инвестору не нравится деятельность управляющей компании, он может прекратить контракт с ней.
В России на 1 января 2010 года действовало 450 открытых паевых инвестиционных фондов.
Открытые паевые инвестиционные фонды должны покупать и продавать паи во время каждого рабочего дня. Средства, которые они привлекают, инвестируются в банковские счета, акции и облигации зарубежных и российских компаний, государственные и муниципальные ценные бумаги. Фонды могут продавать свои активы, чтобы рассчитаться с пайщиком, который высказал желание вернуть паи.
В 2008 году стоимость чистых активов открытых паевых инвестиционных фондов снизилась с 152,7 до 50,8 миллиардов рублей. Это произошло из-за падений рыночной стоимости облигаций и акций. На 62,2 % снизилась стоимость паев открытых паевых инвестиционных фондов. Начался возврат паев инвесторами.
По состоянию на 31 декабря 2016 года стоимость чистых активов открытых паевых инвестиционных фондов оценили в 131 миллиард рублей. До 2009 года открытые паевые инвестиционные фонды состояли в основном из фондов акций. В период с 2004 по 2007 год стоимость чистых активов открытых паевых инвестиционных фондов выросла с 19,7 до 152,6 миллиардов рублей.